# Thor (missile balistique)
Pour les articles homonymes, voir Thor (homonymie).

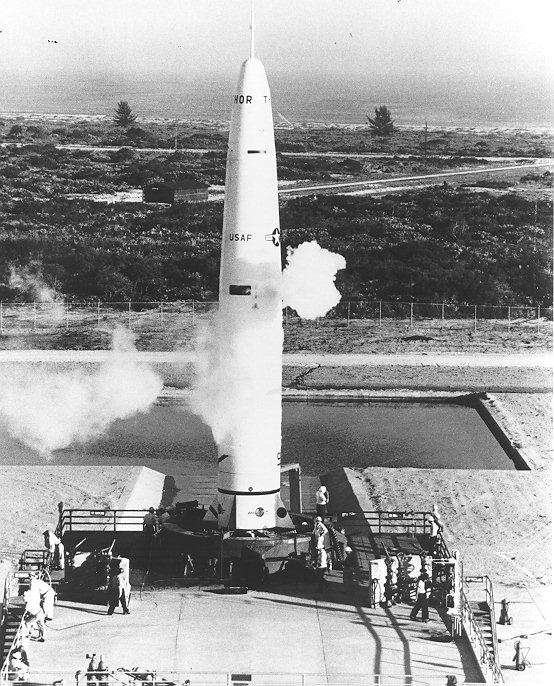
Premier lancement du missile Thor ancêtre de la famille des lanceurs Delta (1957).

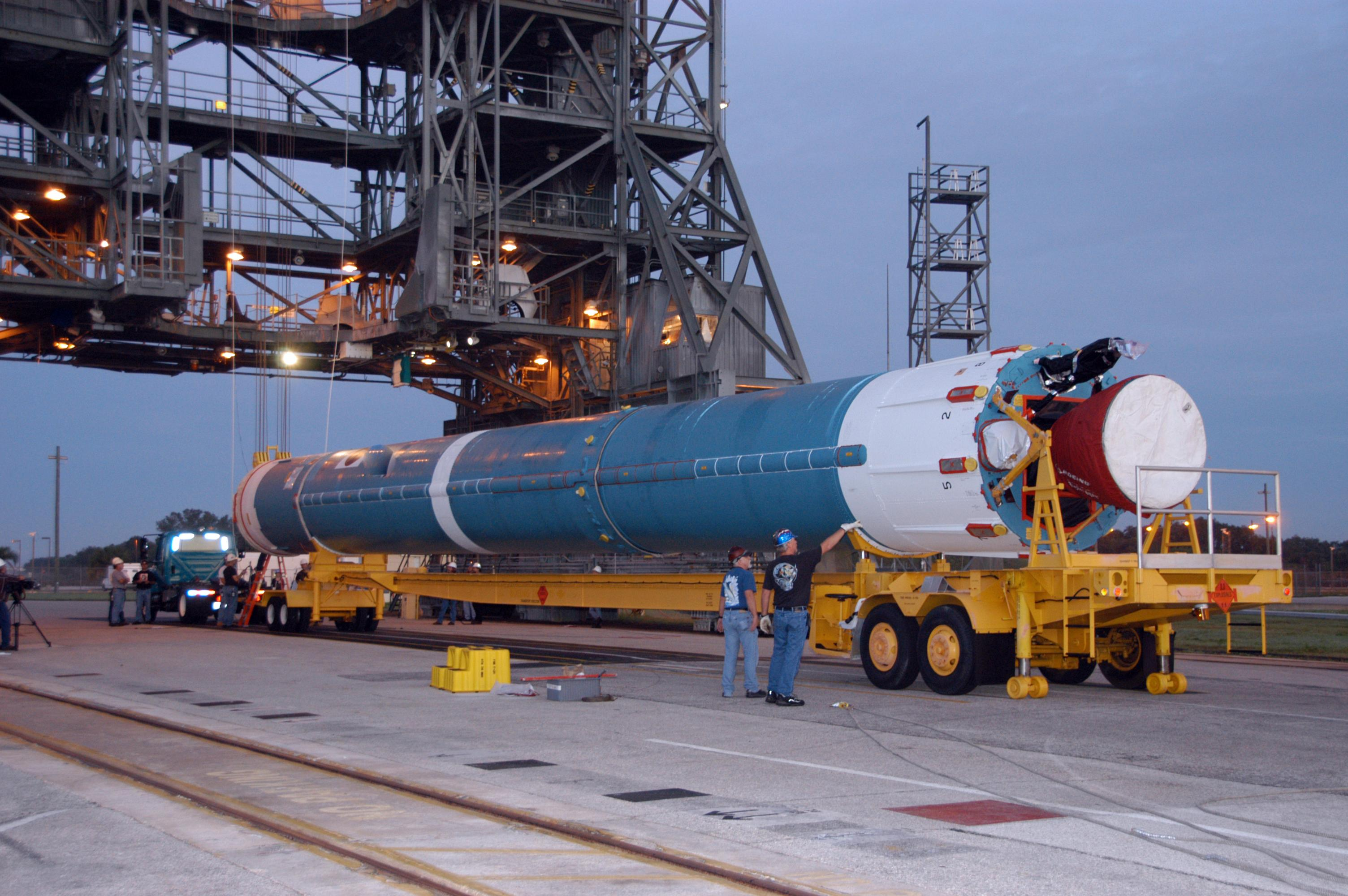
Le missile Thor est toujours utilisé dans une version allongée et plus puissante (ici un Thor XLT) comme premier étage sur les lanceurs Delta II lancés de nos jours.

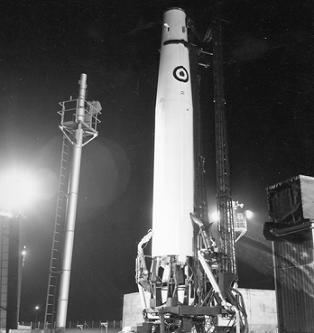
Missile Thor de la Royal Air Force sur sa table de lancement.

Le PGM-17 Thor est un missile balistique de portée intermédiaire américain déployé au Royaume-Uni en 1958 à une soixantaine d'exemplaires pour contrer la menace de missiles soviétiques de portée équivalente alors que la guerre froide battait son plein. Développé pour le compte de l'US Air Force en un temps record par la société Douglas Aircraft à partir de composants déjà mis au point pour d'autres missiles. Il a une portée de 2 400 km, emporte une charge nucléaire de 2 mégatonnes et est propulsé par un moteur-fusée à ergols liquides. Sa carrière opérationnelle est très brève, puisqu'il est retiré du service en 1963. Quelques exemplaires ont été utilisés en tant que missile antisatellite jusqu'en 1972. Alors qu'il vient tout juste d'être mis en service, le missile sert de point de départ pour le développement des familles de lanceurs Thor et surtout celle des Delta. Le premier étage du lanceur Delta II, utilisé entre 1989 et 2018, était une version allongée et plus puissante du missile.

## Historique
Pour un article plus général, voir Histoire du missile balistique.
En 1954, en pleine guerre froide, l'Armée de l'air américaine veut disposer dans un délai très court d'un missile balistique d'une portée d'environ 2 000 km, pour faire face à la menace du missile balistique R-5 soviétique, en cours de déploiement dans les pays de l'Est et qui est pointé sur les pays d'Europe occidentale. La portée du missile à développer doit permettre de menacer Moscou depuis le Royaume-Uni, où seront stationnées ces armes. Après avoir envisagé d'utiliser le deuxième étage du missile balistique lourd Titan I, l'Armée de l'air américaine lance un appel d'offres pour le développement d'un nouveau missile avec une contrainte de délai très forte. À l'époque, l'armée de terre des États-Unis développe un missile aux caractéristiques équivalentes, le PGM-19 Jupiter, qui est délibérément ignoré par les responsables de l'Armée de l'air américaine du fait des rivalités entre les deux armes (syndrome « NIH », « Not Invented Here »),.
Pour réduire la durée de la mise au point, les composants les plus complexes du nouveau missile sont repris de projets existants : ainsi le moteur-fusée, d'une poussée de 68 tonnes, et les moteurs-vernier ont été développés initialement pour le missile intercontinental Atlas. Le projet bénéficie d'une priorité nationale et le 17 décembre 1955 le développement du missile est adjugé à la société Douglas Aircraft. Le Thor est développé en un temps record et le tir du premier prototype intervient 13 mois après le début du projet. Pour sa mise au point, 18 prototypes et 28 exemplaires de présérie sont tirés. 22 exemplaires sont également tirés pour l'entrainement des unités qui les prendront en charge. En 1959, le système est déclaré opérationnel. 225 missiles Thor ont été produits, dont 160 engins de série. Le coût du développement du programme est estimé de 500 millions de dollars de 1958 (soit 4,431 milliards de dollars de 2025).

## Caractéristiques techniques
Le missile Thor comporte un seul étage, pèse 48 tonnes (3 tonnes à vide) et a une portée d'environ 2 400 km. Il est long de 19,8 mètres et a un diamètre de 2,44 mètres à la base, se réduisant au sommet, ce qui lui donne une forme aérodynamique. Le diamètre a été défini à partir de la dimension de la soute des avions cargos de l'époque. En conséquence, plus allongé que le Jupiter, il ne peut pas être tiré depuis un sous-marin ou un navire de surface. Il emporte une charge nucléaire W-49 d'une puissance de 1,45 mégatonnes. Les deux tiers du missile sont occupés par des réservoirs réalisés en alliage léger usinés chimiquement,.
Il est propulsé par un moteur-fusée unique LR-79 monté sur vérins de Rocketdyne de 68 tonnes de poussée, consommant un mélange d'oxygène liquide et de kérosène. Ce moteur, conçu initialement pour le lanceur Atlas, a des caractéristiques très proches de celles moteurs d'appoint de ce dernier. Son impulsion spécifique est de 282 secondes. Deux petits moteurs verniers LR-101 interviennent en roulis et affinent la poussée du moteur principal. Le guidage est réalisé par un système à inertie de General Electric.
Contrairement au Jupiter, le missile n'était pas conçu pour être mobile et les équipements au sol sont donc relativement peu importants. Le Thor est stocké horizontalement et érigé verticalement pour son lancement. Après avoir été alimenté en ergols, il est alors tiré environ 15 minutes après le début de la séquence de tir. Le moteur fonctionne durant 165 secondes et l'apogée de la trajectoire du missile se situe à environ 520 km d'altitude. Peu après avoir atteint son apogée, la tête de rentrée, qui est celle de l'Atlas C avec un revêtement thermique en cuivre, se détache du lanceur. Le temps de vol total est d'environ 18 minutes.

## Vie opérationnelle
Une soixantaine d'exemplaires est déployée au Royaume-Uni en 1960 dans le cadre du Projet Emily. Vingt squadrons de la Royal Air Force Bomber Command, comportant chacun trois missiles, sont répartis du Yorkshire au Suffolk. Mais leur carrière opérationnelle est brève, puisque les missiles sont retirés du service en 1963, à la suite de leur obsolescence et d'un accord secret passé entre les gouvernements américain et soviétique. Le missile Jupiter, dont la responsabilité a été transférée en 1958 à l'Armée de l'air américaine, sera déployé en Turquie et en Italie.

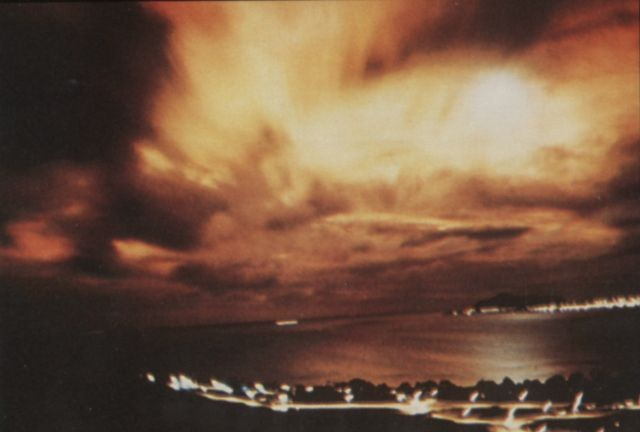
L'aurore boréale créée par l'essai nucléaire Starfish Prime, vue depuis Honolulu.

Peu après la crise des missiles de Cuba, les essais nucléaires à l'air libre reprennent : côté américain il s'agit des opérations Dominic I (Océan Pacifique) et Dominic II (Nevada). Plusieurs missiles Thor sont tirés. L'essai Starfish Prime fait partie de l'opération Fishbowl, destinée à tester les conséquences d'une explosion nucléaire à très haute altitude. L'explosion de la tête nucléaire est déclenchée à une altitude d'environ 400 km, à environ 31 km au sud-ouest de l'île Johnston, dans l'océan Pacifique. Les conséquences sont plus dramatiques que prévu : l'explosion déclenche des coupures d'électricité aux îles Hawaï et plusieurs satellites sont mis hors service dans la période qui suit. Un autre missile Thor explose au décollage, dispersant ses composants radioactifs dans les environs.
Certains missiles Thor connaissent un prolongement de leur vie opérationnelle comme missile antisatellite. Après plusieurs tests menés en 1964, le Thor est déclaré opérationnel dans ce nouveau rôle. Jusqu'à la fin de l'année 1972, deux missiles Thor sont maintenus en alerte. Certains Thor désarmés seront réutilisés pour effectuer des tests de rentrée atmosphérique de têtes nucléaires. Les autres seront utilisés comme premiers étages des lanceurs civils Thor et Thor-Delta (voir ci-dessous).

## Lanceurs développés à partir du missile Thor
Pour répondre aux besoins de la course à l'espace (1957), les ingénieurs américains testent plusieurs combinaisons du missile Thor avec différents étages (Agena, Able) entre 1958 et 1960. La NASA retient pour ses besoins en 1960 un engin baptisé Thor Delta, composé du missile jouant le rôle de premier étage et un deuxième étage, dit Delta. La famille de lanceurs Delta, toujours en service, descend de cet assemblage. La Delta II en particulier utilise toujours une version, plus puissante et allongée du missile Thor (Le lanceur Delta IV n'a par contre plus aucun point commun avec le missile).
L'Armée de l'air américaine a également utilisé jusqu'en 1972 les lanceurs Thor, association du missile Thor avec un second étage Agena, dont font partie les Thor-Agena et Thorad-Agena.